# Айс Арена (спортивно-развлекательный комплекс)
«Айс Арена» — спортивно-развлекательный комплекс в Ростове-на-Дону, открытие состоялось 12 декабря 2014 года. 
В данный момент ледовая арена состоит из административного комплекса и одной ледовой площадки для проведения соревнований. В 2017 году были установлены телескопические трибуны с мягкими сиденьями. По проекту она может использоваться не только для занятий зимними видами спорта, но и баскетболом, волейболом и мини-футболом. Для этого площадку необходимо закрывать специальным покрытием. Вторую очередь – тренировочный каток - планировалось начать строить весной 2015 года, однако в настоящее время выполнены работы только по укреплению грунтов.. 
В здании находятся кафетерий, пункт проката коньков, раздевалки, туалеты, на втором этаже рассматривается возможность размещения боулинга. Во втором здании, находящемся в аренде СДЮСШОР №6 по зимним видам спорта «Снежинка», расположены раздевалки, туалеты, душевые, разминочные спортивные залы, административные помещения.
В школе бесплатно обучается 460 хоккеистов и фигуристов,  областная школа подала заявку на расширение контингента обучающихся еще на 140 детей.
«Айс Аренa» является тренировочной базой и домашним стадионом хоккейного клуба «Ростов». Первую официальную игру ростовчане здесь провели 7 марта 2015 года, в матче 1 раунда плей-офф РХЛ «Ростов» разгромил новочебоксарский «Сокол» со счётом 10:0.
Летом 2017 года областное Министерство спорта сообщило, что Дворец спорта на пер. Халтуринском находится в аварийном состоянии. В связи с этим ХК «Ростов» с сезона 2017/2018 проводит все свои домашние матчи на «Айс Арене».
Адрес арены: г.Ростов-на-Дону, проспект Коммунистический, 36/4.